# در لباسی خیره‌کننده (فیلم ۱۹۴۱)
در لباسی خیره‌کننده (انگلیسی: Dressed to Kill) یک فیلم جنایی آمریکایی به کارگردانی یوجین فورد است که در سال ۱۹۴۱ منتشر شد.

## بازیگران
- لوید نولان
- مری بث هیوز
- شیلا رایان
- ویلیام دمارست
- مانتان مورلند
- ویرجینیا بریساک
- اروین کالسر
- هنری دانیل
- چارلز آرنت
- چارلز تروبریج
- می بیتی
- چارلز سی. ویلسون